# Госцимець
Госцимець (пол. Gościmiec, нім. Gottschimmerbruch) — село в Польщі, у гміні Звежин Стшелецько-Дрезденецького повіту Любуського воєводства.
Населення — 501 особа (2011).
У 1975-1998 роках село належало до Гожовського воєводства.

## Демографія
Демографічна структура станом на 31 березня 2011 року:
|          | Загалом | Допрацездатний вік | Працездатний вік | Постпрацездатний вік |
| -------- | ------- | ------------------ | ---------------- | -------------------- |
| Чоловіки | 250     | 49                 | 185              | 16                   |
| Жінки    | 251     | 52                 | 153              | 46                   |
| Разом    | 501     | 101                | 338              | 62                   |